# Cap-Vert aux Jeux olympiques d'été de 2012
Le Cap-Vert participe aux Jeux olympiques d'été de 2012 à Londres au Royaume-Uni du 27 juillet au 12 août 2012. Il s'agit de sa 5e participation à des Jeux d'été.

## Athlétisme
Légende
- Note : le rang attribué pour les courses correspond au classement de l'athlète dans sa série uniquement.
- Q = Qualifié pour le tour suivant
- q = Qualifié au temps pour le tour suivant (pour les courses) ou qualifié sans avoir atteint les minima requis (lors des concours)
- NR = Record national
- N/A = Tour non-disputé pour cette épreuve

Hommes
Courses
| Athlète     | Épreuve | Séries   | Séries | Finale   | Finale |
| Athlète     | Épreuve | Résultat | Rang   | Résultat | Rang   |
| ----------- | ------- | -------- | ------ | -------- | ------ |
| Ruben Sanca | 5 000 m | 14:35.19 | 41e    | NC       | NC     |

Femmes
Courses
| Athlète       | Épreuve | Séries   | Séries | Quarts de finale | Quarts de finale | Demi-finales | Demi-finales | Finale   | Finale |
| Athlète       | Épreuve | Résultat | Rang   | Résultat         | Rang             | Résultat     | Rang         | Résultat | Rang   |
| ------------- | ------- | -------- | ------ | ---------------- | ---------------- | ------------ | ------------ | -------- | ------ |
| Lidiane Lopes | 100 m   | 12.72    | 17e    | NC               | NC               | NC           | NC           | NC       | NC     |

## Judo
Le Cap-Vert a qualifié 1 judoka.
| Athlète          | Compétition   | 1/16 de finale      | 1/8 de finale          | Quarts de finale    | Demi-finales        | Repêchage 1         | Repêchage 2         | Finale              | Finale |
| Athlète          | Compétition   | Adversaire Résultat | Adversaire Résultat    | Adversaire Résultat | Adversaire Résultat | Adversaire Résultat | Adversaire Résultat | Adversaire Résultat | Rang   |
| ---------------- | ------------- | ------------------- | ---------------------- | ------------------- | ------------------- | ------------------- | ------------------- | ------------------- | ------ |
| Adysangela Moniz | Plus de 78 kg | Exempt              | Idalys Ortiz 0002–0103 | NC                  | NC                  | NC                  | NC                  | NC                  | NC     |